# 于仕廉
于仕廉（1560年—1645年），字元貞，號振方，直隸鎮江府金壇縣人，明朝政治人物。

## 生平
萬曆十三年（1585年）乙酉應天鄉試十五名，萬曆十四年（1586年）聯捷丙戌科會試一百五十五名，登二甲第四十八名進士。大理寺观政，十五年授户部雲南司主事，二十年升郎中，分管通州粮储，建城浚河。二十三年出為山东按察司副使，分守莱州，倡議筑城，二十四年升俸一级，二十六年升陕西左參政。三十年以疾乞养归里，家居十年，三十九年起用为浙江按察使，四十一年升江西右布政使，四十二年升廣西左布政使，四十七年升南京太仆寺卿，天啓元年正月升南京通政使，十月升南京户部右侍郎、总督粮储，三年八月以病请告调理。

## 著作
有《职掌录》。

## 家族
曾祖于鎰，號契玄，成化甲午举人，曾任萬載知縣，以長子于湛贈都察院右副都御史；祖父于溍（1512年-1585年），曾任東平州判；父于東（于束），庠生，贈左布政使。母馮氏（？-1566年）；繼母張氏。有五子：仕廉、台㶵、天㬎、祖焄、中灻。重庆下。兄于明照（举人）、于光烈（监生）、于文熙（户部郎中）、于孔兼（九江府推官）、于廷爕（举人）、于斗聯、于泰衡，俱监生；于鼎勲。弟于士鰲（庠生）、于樹勲（庠生）、于賛燕、于賓燕、于台㶵、于興庶、于天㬎、于祖㬎、于定佥、于仁熟、于恭默、于式美、于天然、于幼然、于昌庶、于福謙、于功燕。